# Менины (фильм)
«Менины» (Las Meninas) — дебютный фильм режиссёра Игоря Подольчака (Украина, 2008). В этом проекте Подольчак выступил как сценарист, режиссёр-постановщик и продюсер фильма. Фильм был снят компанией MF Films (подразделение Фонда Мазоха) и стал первым украинским фильмом, принявшим участие в конкурсе Роттердамского кинофестиваля в 2008 году. Фильм принял участие в более чем 27 международных кинофестивалях, из них в 10 в конкурсной программе.

## О фильме
Семья из четырёх человек (Отец, Мать, Дочь и Сын) обитает в почти полной социальной изоляции в загородном доме, который кажется лабиринтом из комнат и зеркальных отражений. Это замкнутое пространство настолько запутано, что превращается в неориентируемую поверхность наподобие «ленты Мëбиуса». Из-за этого временная ось также искривляется, следствием чего является переплетение прошлого и настоящего — в этом доме не существует различия между направлением «вперёд» и «назад» во времени, как не существует различия между смутными воспоминаниями и фактическими событиями.
Главный герой — 30-летний Сын, почти не появляется на экране, но ощущение его присутствия тотально. Страдающий с детства от экземы и астмы, он использует свои болезни для манипулирования родителями и сестрой. Жизнь семьи превращена в бесконечный ритуал удовлетворения его прихотей и тревожного ожидания очередного астматического кризиса. Фильм строится без традиционной драматургии кульминаций. Это зеркальная драматургия, драматургия замкнутого круга. Отказываясь от нарративности и действия, режиссёр затягивает зрителя в свой фильм, предлагая ему роль «невидимого наблюдателя», лишённого защитных психологических механизмов. Таким образом, зритель в какой-то момент перестаёт чувствовать грань между собственной рефлексией и рефлексиями персонажей фильма. Именно в этой точке «стирания граней» становится очевидной связь фильма и одноимённой картины Диего Веласкеса, к которой апеллирует режиссёр.
Мишель Фуко писал, что картина Las Meninas стала поворотным моментом в формировании «со-временной» личности и её способа восприятия. По Фуко, Веласкес создал уникальную оптическую систему, благодаря которой зритель в определённый момент осознаёт, что находится в той самой точке, в которой находятся и король с королевой, отражённые в зеркале. Тем самым, зритель как бы наблюдает момент рисования его самого. То есть, если вместо нарисованного зеркала поместить настоящее, то став в определённую точку перед картиной, зритель смог бы увидеть самого себя. Аналогичные игры с перспективами и точками зрения в фильме Игоря Подольчака оставляют зрителя одного в особняке с призраками, предоставляя ему возможность самому собирать «пазл смыслов» как в рамках фильма, так и за его рамками. Именно поэтому Подольчак не объясняет мотивов своих персонажей — он лишь отстранённо фиксирует их передвижения по дому и пассивные разговоры, погружая зрителя, безропотно наблюдающего и слушающего, в состояние, близкое кататонии. Зрителю самому предстоит понять, что скрывается за этим поворотом головы, этой гримасой, этим жестом, взглядом, смехом или слезами. А главное — чьи это гримасы, жесты и взгляды? Возможно, что самого зрителя.

## Актёры и персонажи
- Мыкола Вересень (1960 г.р.), известный украинский тележурналист. Лауреат ряда украинских и международных наград в области журналистики. В фильме сыграл три главные роли: Отец 1, Отец 2, Отец (молодой). Эта роль Мыколы Вересня была первой в кинематографе.
- Любов Тимошевская (1958 г.р.), актриса Муниципального театра «Киев». Сыграла ряд ролей второго плана в украинских и российских фильмах и телесериалах. В «Las Meninas» сыграла главную роль — роль Матери.
- Анна Яровенко (1974 г.р.). Режиссёр документального кино, оператор, сценарист. Первая роль в кино. Сыграла главную роль — роль Дочери.
- Дмитрий Чернявский (1972 г.р.) — снялся в роли Сына. Актёр Харьковского драматического театра им. Т. Г. Шевченко, играл в спектаклях Андрея Жолдака, снялся в фильме «Camera 6/13» (режиссёр А. Богатый, 2004).
- Илона Арсентьева (1994 г.р.). На время съёмок — школьница киевской средней школы. Снялась в роли Дочки (девочка). Первая роль в кино, до того снималась в коммерческой и политической рекламе.
- Стас Арсентьев (1998 г.р.). На время съёмок — школьник киевской средней школы. Снялся в роли Сына (мальчик). Первая роль в кино, до того снималась в коммерческой и политической рекламе.
- Виктория Ульянченко (1983 г.р.). Закончила Киевский национальный университет имени Тараса Шевченко (микробиология) в 2006 году. Снялась в роли Матери (молодая). Первая роль в кино.
- Валерия Ульянченко (1983 г.р.). Закончила Киевский национальный университет имени Тараса Шевченко (психология) в 2006 году. Работает гештальт терапевтом. Снялась в роли Матери (молодая). Первая роль в кино.

Главные персонажи (Отец, Мать, Дочь, Сын) имели чётко разработанные психоневрологические характеристики, которые создают определённый ансамбль, где инструментами выступают компульсии (Мать), тики (Отец), стереотипии (Дочь).

## Производство
Идея сценария возникла после рассказа Яноша Саноцкого (главный невропатолог Львовской области) про случай из своей врачебной практики. В 2005 году сценарий был в основном готов. С января по август 2006 года проводилась его детальная разработка с привлечением различных специалистов: Яноша Саноцкого (невролог), Александра Королева (психиатр), Богдана Мотузенко (социолог), Владимира Верлоки (философ, литератор). В написании диалогов принимал участие латвийско-русский писатель Андрей Левкин. Одновременно происходил поиск локаций для съёмок и разработка декораций. Режиссёрский сценарий был закончен перед самым началом съёмок. Уже во время разработки режиссёрского сценария, авторы фильма осознавали и декларировали некоммерческий характер проекта.
Съёмочный период проходил с 15 сентября по 24 октября 2006 года в Киеве (павильон — зал бывшего «Балета на льду», ул. Л. Украинки) и в Пуще Водице. Всего было 28 съёмочных дней. С 15 по 17 октября 2006 года в съёмках участвовал известный американский клипмейкер Дин Кар в качестве сорежиссёра музыкальной части фильма.
Съёмки производились на цифровую камеру Thomson Viper, материал записывался на кассеты HDCAM SR (4:4:4 RGB, FullHD, 25fps, 1080p). Использовались кинокраны украинской компании Фильмотехник «Гармошка» Архивная копия от 24 февраля 2013 на Wayback Machine, «Pull-Push» и гиростабилизированная панорамная головка «Flight Head» Архивная копия от 13 декабря 2013 на Wayback Machine. Значительная часть фильма была снята через зеркала, что вызывало довольно много проблем у оператора, поскольку постоянно существовала опасность попадания в кадр части съёмочной группы. На съёмочной площадке произошло упрощение сценария. Первоначальный режиссёрский сценарий предусматривал съёмки каждой сцены через, как минимум, три зеркала. Съёмки показали избыточность этого подхода. Кроме того, был изменён способ съёмки одной сцены — она снималась не через зеркало, а с верхней точки над съёмочной площадкой практически неподвижной камерой с крана. Одна из сцен (5 минут) была снята одним кадром с операторской тележки при постоянном движении. Во время движения перекладывали рейсы, менялись актёры на дублёров, изменялся реквизит в кадре.
Монтаж, эффекты, цветокоррекция и тонирование фильма заняли 14 месяцев. Такой долгий срок выполнения работ был обусловлен тем, что практически все работы, кроме тонирования, выполнял сам режиссёр — сказывалась нехватка средств на постпродакшин. Las Meninas стала первым полнометражным фильмом (рассчитанным на релиз в кинотеатрах) на Украине, полностью созданным при помощи цифровых технологий. Работы проводились на оборудовании и при использовании программного обеспечения Apple Final Cut Pro, эффекты изготавливались в Adobe After Effects. Видеозахват и пересчёт материалов происходил при помощи видеокарты Aja Kona3. Цветокоррекция производилась в Color Final Cut Studio.
Звукорежиссуру фильма исполнил известный украинский музыкант и телеведущий Мирослав Кувалдин.

## Музыка
Поскольку главный персонаж фильма Мать является бывшей виолончелисткой, а Сын в детстве учился игре на фортепиано, основная часть музыки создана именно для этих инструментов. Не отбрасывая полностью традиционного использования музыки в кино, как фона для диалогов или средства эмоциональной окраски кадра, режиссёр и композитор сосредоточили внимание на самостоятельной роли музыки, как смыслового контрапункта к словам и видеоряду. Во многих сценах музыка выходит на первый план и соединяется с шумами, как природными, так и созданными искусственно, которые смонтированы по музыкальным принципам. Поэтому весь звуковой ряд фильма можно рассматривать как целостную звуковую инсталляция. Для 15-минутной сцены фильма (воспоминания и бред Сына), которая не содержит ни одного слова, Александром Щетинским была создана Соната для виолончели и фортепиано — самостоятельная концертная композиция, которая может исполняться отдельно от фильма. Стилистическая палитра музыки, соответственно многоплановой смысловой структуре фильма, довольно широка — от барочных, классических и позднеромантических аллюзий до жёсткого атонализма и сонорики. Однако композитор избегает коллажного объединения разных стилей, стремясь к их интеграции и синтезу.
В постановке музыкального эпизода фильма «Las Meninas» принял участие приглашённый американский режиссёр Дин Карр, на счету которого множество музыкальных видеоклипов, снятых для таких исполнителей, как Оззи Осборн, Мэрилин Мэнсон, Дюран Дюран, Iron Maiden, Cypress Hill и многих других.

## Релизы, фестивали и отзывы
Мировая премьера фильма состоялась на Роттердамском кинофестивале 25 января 2008 года.
На протяжении 2008—2011 годов фильм принял участие в конкурсных программах международных кинофестивалей в Бразилии,
Хорватии, России, Польши,
Словакии, Испании, Румынии, Италии, Венгрии;
в официальных программах фестивалей в Германии, Южной Кореи, Франции, Австралии, Греции, Великобритании, Колумбии, Эстонии, США, Швеции, Южной Африки,
а также в официальной селекции Московского кинофестиваля и Международного кинофестиваля в Карловых Варах.
Критика отмечала «привлекательную красоту кадра» фильма и высоко оценивала операторскую работу Сергея Михальчука. Украинская премьера состоялась 9 июня 2009 года в рамках Фестиваля европейского кино в Киеве.
Кинотеатральный релиз фильма на Украине состоялся 5 октября 2009 года. Фильм прошёл ограниченным прокатом в Киеве (кинотеатр «Жовтень») и ещё 10 городах. На Украине фильм был воспринят неоднозначно. Критики заняли диаметрально противоположные позиции — от полного неприятия и обвинений в «бутафорщине» и «искусственности» до аппологетики, высоко оценивая художественные качества фильма
и разрыв с традицией, так называемого «украинского поэтического кино».
Лишенный сюжета и персонажей, фильм сводится к набору картинок и звуков. Эстетский видеоряд «Менин» вторит картине классической эпохи и является наиболее сильной стороной фильма. Это фильм-натюрморт. И если Подольчака-режиссёра можно и нужно критиковать, то Подольчак, как художник-постановщик профессионально великолепен. В целом, фильм производит впечатление чего-то ненастоящего, бутафорского. И дело не в том, что он ужасно затянут и бессюжетен. Ненастоящим в картине является не только человек (его слова, поступки и пр.), но и стоящий в центре эстетики «Менин» предмет. Ненастоящим, бутафорским является дом, где происходит действие (здесь возникает неутешительная для «Менин» ассоциация с бергмановским фильмом «Фанни и Александр» — изображённый там дом, хоть и живёт по особой логике сказочного пространства, безусловно, является подлинным). Ненастоящими являются приборы, которыми пользуются герои фильма. Бутафорским является и зеркало — центральный символ фильма.
Система зеркал в Las Meninas Подольчака — это продолжение небольшого зеркальца на полотне Веласкеса: в них зритель видит самого себя, со своими страхами и влечениями, всем фройдистским арсеналом (инцестом, Эдиповым и Электриным комплексами), про которые обычно не вспоминают, но всегда носят в себе. Именно факт такого узнавания, момент своеобразной мазохистской игры и является самой сильной стороной фильма. Сведя вместе психоанализ, историю живописи, монтажа и постпродакшина, автор Las Meninas впервые в современном украинском кино умудрился добиться интерактивности — именно того, что наиболее ценится в современном искусстве.
…Фильм Подольчака, наряду с работами Маевского и Бартаса представляется прекрасным примером кинематографической или пост-кинематографической «мечты о жесте» (Агамбен 1993, 139), который переводит зрителя в явно субъективную и сюрреалистическую вселенную загадочных картин….
В 2010 году организаторы Международного кинофестиваля экспериментального кино в Бухаресте позиционировали фильм в ряду значимых европейских киноэкспериментаторов (Рой Андерссон, Дьёрдь Пальфи). В рейтинге «Итоги украинского кинопроцесса — 2011», проведённом Бюро украинской киножурналистики и Национальным союзом кинематографистов Украины «Las Meninas» вошёл в двадцатку «Лучшие отечественные фильмы 1992—2011 годов».